# NGC 5662
NGC 5662 è un ammasso aperto visibile nella costellazione del Centauro.

## Osservazione

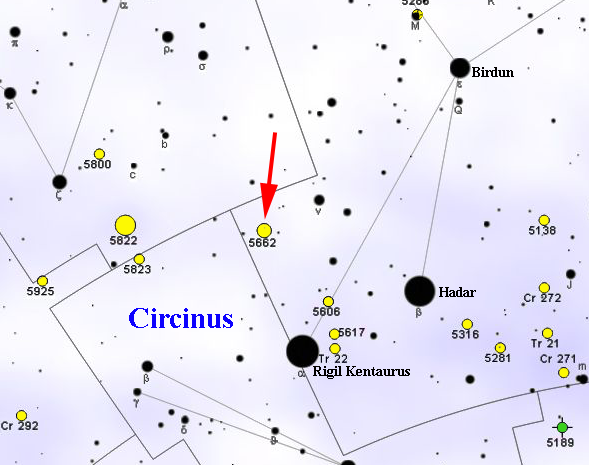
Mappa per individuare NGC 5662.

Si individua 4 gradi a nord della brillante stella α Centauri, su un campo stellare in parte oscurato dalle polveri interstellari; un binocolo 10x50 già è sufficiente per notare la sua caratteristica principale, una stella rossa di quinta magnitudine, il cui colore contrasta fortemente con il resto dell'ammasso, composto da stelle azzurre; molto probabilmente si tratta di una stella non appartenente all'ammasso, che si trova lungo la linea di visuale. NGC 5662 appare diviso in due parti, la principale delle quali a nordest; la sezione a sudovest è meno appariscente e appare dominata a sua volta da una stellina rossa, anch'essa non appartenente di certo all'oggetto.
A causa della sua declinazione fortemente meridionale, quest'ammasso può essere osservato soprattutto da osservatori situati nell'emisfero australe della Terra; la sua osservazione dall'emisfero nord è possibile solo in vicinanza delle latitudini tropicali. Il periodo migliore per la sua osservazione nel cielo serale è quello compreso fra maggio e ottobre.

## Storia delle osservazioni
NGC 5662 fu individuato dall'abate Nicolas Louis de Lacaille nel 1751, durante la sua permanenza presso Città del Capo; John Herschel lo riosservò all'inizio dell'Ottocento e descrisse come un grande ammasso stellare piuttosto ricco e formato da stelle a partire dalla magnitudine 9, inserendolo poi nel suo catalogo col numero 3573.

## Caratteristiche
Si tratta di un ammasso piuttosto disperso formato da stelle appariscenti; la sua distanza è stimata attorno ai 666 parsec (2170 anni luce) e ricade pertanto in una zona estremamente periferica del Braccio di Orione o in una regione interbraccio. Le sue stelle dominanti sono di classe spettrale A e degli ultimi gruppi della classe B e la morfologia globale include due sezioni ben distinte, una settentrionale più ricca e una meridionale più povera.
Studi fotometrici hanno permesso di individuare 86 membri accertati dell'ammasso, cui si aggiungono 19 stelle ritenute probabili membri; fra queste vi è anche la variabile Cefeide V Centauri, una stella isolata situata a sudest dell'ammasso avente una magnitudine media attorno a 6,71 e un periodo di 5,5 giorni. L'età di NGC 5662 è stimata attorno ai 90 milioni di anni.